# Maurice Bandaman
Maurice Bandaman (19 de abril de 1962) es un escritor, novelista, dramaturgo y político marfileño.

## Biografía
Nace en Toumodi, Costa de Marfil. Se le otorgó el "Gran Premio Literario de África negra" en 1993. De 2000 a 2004 fue Presidente de la Asociación de Escritores de Costa de Marfil (AECI). En mayo de 2011, Maurice Bandaman devino parte del gobierno de Guillaume Soro como Ministro de Cultura y Francofonía. El 13 de marzo de 2012 le fue renovada la misma posición, en el gobierno de Jeannot Kouadio-Ahoussou.
Su obra es sujeto a un estudio global por Pierre N'Da: Écriture romanesque de Maurice Bandaman, o La quête d'une esthétique africaine moderne.

## Obra

### Novelas
- Une femme Vierte une médaille, recueil de nouvelles
- MêMe au Paradis, en pleure quelquefois (2000)
- La Biblia Et le fusil
- Le fils de La femme−mâle
- L'amor est toujours ailleurs
- CôTe d'Ivoire: chronique d'une guerre annoncée

### Teatro
- La Terre qui pleure (Finalista de RFI concurso En 1998)
- Au nom de La terre

### Poesía
- Nouvelles chansons d'Amor

### Libro de niños
- Sikagnima, La fille aux larmes d'o